# Boy Charlton
Andrew Murray „Boy” Charlton (ur. 12 sierpnia 1907 w Crows Nest, zm. 10 grudnia 1975 w Avalon) – australijski pływak. Wielokrotny medalista olimpijski.
Specjalizował się w stylu dowolnym. Brał udział w trzech igrzyskach olimpijskich (IO 24, IO 28, IO 32) na dwóch zdobywał medale – łącznie pięć. W 1924 triumfował na dystansie 1500 metrów, zdobył srebro w sztafecie 4 × 200 metrów oraz brąz na 400 metrów. Cztery lata później był dwukrotnie drugi: na 400 m i 1500 m kraulem. Pobił 5 rekordów świata.
W 1972 został przyjęty do International Swimming Hall of Fame.